# Alija Izetbegović
Alija Izetbegović, född 8 augusti 1925 i Bosanski Šamac i Bosnien-Hercegovina (dåvarande Jugoslavien), död 19 oktober 2003 i Sarajevo, var en bosniakisk politiker, jurist, filosof och det självständiga Bosnien och Hercegovinas första president samt författare till flera böcker varav en är Islam Between East and West.

## Biografi
Izetbegović kom från en förnäm adelsfamilj som under 1800-talet varit en del av den osmanska aristokratin i Belgrad varifrån de fördrivits efter att Serbien uppnått självständighet från Osmanska riket. Hans farfar hade varit borgmästare i Bosanski Šamac men efter att faderns affärer gått i konkurs flyttade familjen 1927 till Sarajevo där Izetbegović studerade och avlade juristexamen.
År 1983 dömdes Izetbegović till 14 års fängelse av den kommunistiska regimen för "kontrarevolutionär verksamhet" eftersom hans böcker Islam Between East and West och The Islamic Declaration påstods vara fientliga mot det rådande systemet i Socialistiska Federativa Republiken Jugoslavien. Domen mot Izetbegović fick mycket uppmärksamhet i media och efter påtryckningar från olika internationella människorättsorganisationer samt intellektuella kretsar i Jugoslavien mildrades domen två gånger.
1988 släpptes Izetbegović fri och bildade "Partiet för demokratisk aktion" (SDA) inför de första demokratiska valen som skulle komma att hållas 1990. Partiet fick en etnisk muslimsk (bosniakisk) karaktär i likhet med de partier som serberna och kroaterna bildade. SDA blev det största partiet och Izetbegović blev den jugoslaviska delrepubliken Bosnien och Hercegovinas siste president och senare det självständiga Bosnien och Hercegovinas förste president 1992–2000. Izetbegović spelade en avgörande roll i samband med skapandet och försvaret av staten Bosnien och Hercegovina. Hans ståndpunkt vid upplösningen av Jugoslavien 1990–1992 var att delrepubliken Bosnien och Hercegovina skulle stanna kvar inom varje form av Jugoslavien så länge både Kroatien och Serbien ingick i denna statsbildning. Ett Jugoslavien utan någon av dessa två delrepubliker var oacceptabelt för honom, eftersom det i praktiken antingen skulle innebära ett Stor-Serbien eller Stor-Kroatien. Tillsammans med den makedoniske presidenten Kiro Gligorov vädjade Izetbegović under splittringsprocessen 1991 till de övriga republikerna att inte söka självständighet. Izetbegović vände sig även till EG och bad om att det inte skulle erkänna utbrytarrepublikerna Slovenien och Kroatien. Izetbegović liksom Gligorov visste hur illa det kunde gå för deras republiker om krig bröt ut även hos dem.
Den 19 september 1996 vann han valet till Bosnien och Hercegovinas presidentråd och blev därmed rådets ordförande och innehade sedan posten tills han avgick den 14 oktober 2000.

### Fotnoter
1. ↑  Christian Palme (19 september 1996). ”Izetbegovic statschef: Muslim vann valet i Bosnien. Presidenten har skärpt sin religiösa profil.”. Dagens nyheter. http://www.dn.se/arkiv/utland/izetbegovic-statschef-muslim-vann-valet-i-bosnien-presidenten-har-skarpt/. Läst 27 februari 2017.
2. ↑  ”Bosniens muslimske ledare avgår”. Dagens nyheter. 15 oktober 2000. http://www.dn.se/arkiv/utland/bosniens-muslimske-ledare-avgar/. Läst 27 februari 2017.